# Uciekinier (film 2012)
Uciekinier (ang. Mud) – amerykański dramat filmowy z 2012 roku w reżyserii Jeffa Nicholsa.

## Opis fabuły
Dwaj nastoletni chłopcy, Ellis i Neckbone, spotykają tajemniczego mężczyznę ukrywającego się na jednej z wysp na rzece Missisipi. Mężczyzna przedstawia się jako Mud, informuje ich, że czeka na swoją ukochaną, piękną Juniper. Ellis i Neckbone, choć podchodzą do wyznań Muda sceptycznie, postanawiają mu pomóc. Z czasem dowiadują się, że jest on poszukiwany za zabójstwo.

## Obsada
- Matthew McConaughey – Mud
- Reese Witherspoon – Juniper
- Tye Sheridan – Ellis
- Jacob Lofland – Neckbone
- Sam Shepard – Tom Blankenship
- Ray McKinnon – Senior
- Sarah Paulson – Mary Lee
- Michael Shannon – Galen
- Joe Don Baker – King
- Sadie Antonio – Maybeline Patterson
- Paul Sparks – Carver
- Stuart Greer – Miller